# Lucius Afranius
Lucius Afranius (± 112 v.Chr.-46 v.Chr.) was een Romeins militair en politicus. In 60 v.Chr. was hij consul, samen met Metellus Celer.
Afrianus was de eerste in zijn familie die verkozen werd tot consul; een 'nieuwe man' (novus homo). Hij werd gesteund door Pompeius, die in Afrianus' geboortestreek Picenum veel land bezat, en vocht in Spanje onder Pompeius in de oorlog tegen Quintus Sertorius. Kort daarop werd hij praetor en vanaf 66 v.Chr. vocht hij onder Pompeius tegen Mithridates VI van Pontus. In 60 v.Chr. werd hij met Metellus Celer consul, het hoogste magistratenambt in Rome. Mogelijk werd hij daarna proconsul van Gallia Cisalpina. In 55 v.Chr. werd hij met Marcus Petreius naar Hispania Citerior gestuurd om Pompeius te vervangen. In de burgeroorlog tussen Pompeius en Caesar moesten zij het leger van Julius Caesar tegenhouden. In juni 49 v.Chr. kwam het tot een confrontatie in de slag bij Ilerda, het hedendaagse Lleida. Uiteindelijk wist Caesar het leger van Afranius en Petreius te omsingelen, waarop de vijf legioenen zich overgaven. In augustus 48 v.Chr. vocht hij opnieuw tegen Caesar in de slag bij Pharsalus. Na de nederlaag van de Pompeianen vluchtte hij naar Africa, waar hij in april 46 v.Chr. wederom tegen Caesar vocht in de slag bij Thapsus. Na de nederlaag probeerde hij net als Titus Labienus naar Spanje te vluchten. Labienus kon wegkomen, maar Afrianus werd door Publius Sittius gevangengenomen en terechtgesteld.